# Peter Budaj
Peter Budaj (ur. 18 września 1982 w Bańskiej Bystrzycy) – słowacki hokeista, reprezentant Słowacji, trzykrotny olimpijczyk.

## Kariera
- HC 05 Banská Bystrica U18 (1996–1999)
- Toronto St. Michael’s Majors (1999–2002)
- Hershey Bears (2002–2005)
- Colorado Avalanche (2005–2011)
- Montreal Canadiens (2011–2014)
- St. John’s IceCaps (2014–2015)
- Los Angeles Kings (2015–2017)
- Ontario Reign (2015–2016)
- Tampa Bay Lightning (2017–2018)
- Los Angeles Kings (2018)
- Ontario Reign (2018/2019)

Wychowanek klubu HC 05 Banská Bystrica (występował w drużynie juniorskiej tego klubu do lat 18 w latach 1996–1999). Od 1999 przez trzy sezony grał w kanadyjskiej juniorskiej lidze OHL w ramach CHL. W tym czasie w drafcie NHL z 2001 został wybrany z numerem 63 przez Colorado Avalanche. Od 2002 przez trzy sezony grał w lidze AHL. W NHL gra od 2005. W pierwszym swoim sezonie wystąpił w 34 spotkaniach zastępując w bramce Davida Aebischera i Jose Theodore’a. Zanotował 47 zwycięstw w następnych 2 sezonach dzieląc miejsce w podstawowym składzie z Theodore’em. Jego pierwszy występ w play-offach miał miejsce w 2008 roku w meczu drugiej rundy przeciwko późniejszym zwycięzcom Pucharu Stanleya, drużynie Detroit Red Wings. Budaj rozegrał swój setny mecz w NHL 3 listopada 2007. Zakończył się on porażką 4-3 przeciwko Vancouver Canucks. W sezonie 2008/2009 Budaj po raz pierwszy został wybrany na początku sezonu podstawowym bramkarzem swojej drużyny. Jego zmiennikiem został Andrew Raycroft. Drużyna z Colorado zajęła jednak dopiero ostatnie miejsce w konferencji zachodniej i po raz drugi w przeciągu 3 sezonów nie awansowała do fazy play-off. 29 czerwca 2009 Budaj przedłużył swój kontrakt z klubem o rok. Rozpoczął sezon 2009/2010 jako rezerwowy za Craigiem Andersonem, byłym bramkarzem Florida Panthers. Przed pierwszym występem zdiagnozowano u niego wirusa H1N1 i odizolowano od reszty drużyny do momentu gdy sztab szkoleniowy uzna iż może bez przeszkód grać. W końcu Budaj zaliczył swój pierwszy występ w sezonie 4 listopada przeciwko Phoenix Coyotes. Zatrzymał 28 z 29 strzałów zapewniając Avalanche zwycięstwo 4-1. Łącznie od 2005 do 2011 Budaj rozegrał sześć sezonów w barwach Colorado Avalanche.
Od lipca 2011 zawodnik Montreal Canadiens. W kwietniu 2013 przedłużył kontrakt z klubem o dwa lata. Od października 2014 zawodnik Winnipeg Jets, po czym przekazany do zespołu St. John’s IceCaps w lidze AHL i tam występował w sezonie 2015/2016. Od sierpnia 2015 zawodnik Los Angeles Kings (oficjalnie od października tego roku). Został jednak przekazany do drużyny farmerskiej Ontario Reign w lidze AHL. W sezonie 2016/2017 ponownie grał w Los Angeles Kings. Od końca lutego 2017 zawodnik Tampa Bay Lightning. W czerwcu 2018 ponownie został bramkarzem Los Angeles Kings. W sezonie 2018/2019 występował jednak głównie w filii, Ontario Reign w AHL, po czym w kwietniu zakończył karierę.
Uczestniczył w turniejach Pucharu Świata 2004, mistrzostw świata 2008, 2010 oraz zimowych igrzysk olimpijskich 2006, 2010, 2014.

## Sukcesy
Klubowe
- Emms Trophy: 2002 z Toronto St. Michael’s Majors

Indywidualne
- OHL (2001/2002):
  - Pierwsze miejsce w klasyfikacji skuteczności bramkarzy: 92,8%
  - Pierwsze miejsce w klasyfikacji średniej goli straconych na mecz: 2,29
  - Drugi skład gwiazd
- NHL (2006/2007):
  - Najlepszy zawodnik miesiąca - marzec 2007
  - YoungStars Game
- Mistrzostwa Świata w Hokeju na Lodzie 2010 (elita):
  - Jeden z trzech najlepszych zawodników reprezentacji w turnieju
- AHL (2015/2016):
  - Mecz Gwiazd AHL
  - Pierwszy skład gwiazd AHL
  - Aldege „Baz” Bastien Memorial Award – najlepszy bramkarz[11]
  - Harry „Hap” Holmes Memorial Award – najskuteczniejszy bramkarz[12]

## Statystyki

### Sezon zasadniczy
| Sezon      | Zespół                       | Liga       | Mecze | Wygrane | Przegrane | Remisy | Minuty | GA  | SO | GAA  |  |
| ---------- | ---------------------------- | ---------- | ----- | ------- | --------- | ------ | ------ | --- | -- | ---- |  |
| 1999–00    | Toronto St. Michael’s Majors | OHL        | 34    | 6       | 18        | 1      | 1676   | 112 | 1  | 4.01 |  |
| 2000–01    | Toronto St. Michael’s Majors | OHL        | 37    | 17      | 12        | 3      | 1996   | 95  | 3  | 2.86 |  |
| 2001–02    | Toronto St. Michael’s Majors | OHL        | 42    | 26      | 9         | 5      | 1148   | 89  | 2  |      |  |
| 2002–03    | Hershey Bears                | AHL        | 28    | 10      | 10        | 2      | 1467   | 65  | 2  | 2.66 |  |
| 2003–04    | Hershey Bears                | AHL        | 46    | 17      | 20        | 6      | 2574   | 120 | 3  | 2.80 |  |
| 2004–05    | Hershey Bears                | AHL        | 59    | 29      | 25        | 2      | 3356   | 148 | 5  | 2.65 |  |
| 2005–06    | Colorado Avalanche           | NHL        | 34    | 14      | 10        | 6      | 1802   | 86  | 2  | 2.86 |  |
| 2006–07    | Colorado Avalanche           | NHL        | 57    | 31      | 16        | 6      | 3198   | 143 | 3  | 2.68 |  |
| 2007–08    | Colorado Avalanche           | NHL        | 35    | 16      | 10        | 4      | 1912   | 82  | 0  | 2.57 |  |
| 2008–09    | Colorado Avalanche           | NHL        | 56    | 20      | 29        | 5      | 3232   | 154 | 2  | 2.86 |  |
| 2009–10    | Colorado Avalanche           | NHL        | 15    | 5       | 5         | 2      | 728    | 32  | 1  | 2.64 |  |
| NHL totals | NHL totals                   | NHL totals | 197   | 86      | 70        | 23     | 10,872 | 497 | 8  | 2.74 |  |
| AHL totals | AHL totals                   | AHL totals | 133   | 56      | 55        | 10     | 7,397  | 333 | 10 | 2.70 |  |
| OHL totals | OHL totals                   | OHL totals | 113   | 49      | 39        | 9      | 4,820  | 296 | 6  | 3.68 |  |

### Play-offy
| Sezon   | Zespół             | Liga | Mecze | Wygrane | Przegrane | Minuty | GA | SO | GAA   |
| ------- | ------------------ | ---- | ----- | ------- | --------- | ------ | -- | -- | ----- |
| 2002–03 | Hershey Bears      | AHL  | 1     | 0       | 0         | 6      | 2  | 0  | 20.81 |
| 2007–08 | Colorado Avalanche | NHL  | 3     | 0       | 0         | 107    | 6  | 0  | 3.33  |
| 2009–10 | Colorado Avalanche | NHL  | 1     | 0       | 0         | 9      | 1  | 0  | 6.67  |